# 11-Nor-9-carboxy-THC
Le 11-nor-9-carboxy-Δ 9 -tétrahydrocannabinol ( 11-COOH-THC ou THC-COOH ), souvent appelé acide 11-nor-9-carboxy-THC ou THC-11-oïque, est le principal métabolite secondaire de tétrahydrocannabinol (THC), qui se forme dans l'organisme après la consommation de cannabis .

## Métabolisme et détection
Le 11-COOH-THC est formé dans le corps par oxydation du métabolite actif 11-hydroxy-THC (11-OH-THC) par les enzymes hépatiques. Il est ensuite métabolisé davantage par conjugaison avec du glucuronide  formant un congénère hydrosoluble qui peut être plus facilement excrété par l'organisme.
Le 11-COOH-THC a une demi-vie assez importante dans le corps allant jusqu'à plusieurs jours (voire des semaines chez les utilisateurs corpulents) ,, ce qui en fait le principal métabolite testé pour les analyses de sang ou d'urine pour la consommation de cannabis. Des tests plus sélectifs sont capables de distinguer le 11-OH-THC du 11-COOH-THC, ce qui peut aider à déterminer depuis combien de temps le cannabis a été consommé,; si on y relève seulement la présence de 11-COOH-THC, alors le cannabis a été utilisé bien avant sa détection et toute altération des capacités cognitives ou de la fonction motrice se sera dissipée, alors que si le 11-OH-THC et le 11-COOH-THC sont présents, le cannabis a été consommé plus récemment et une déficience motrice peut encore être présente. [réf. nécessaire]
Certaines juridictions où la consommation de cannabis est dépénalisée ou autorisée dans certaines circonstances utilisent de tels tests pour déterminer si les conducteurs étaient légalement intoxiqués et donc inaptes à conduire, les niveaux comparatifs de THC, 11-OH-THC et 11-COOH-THC étant utilisés pour dériver un «taux de cannabis dans le sang» analogue à l'alcoolémie utilisée pour poursuivre les conducteurs avec facultés affaiblies. D'un autre côté, dans les juridictions où le cannabis est totalement illégal, tout niveau détectable de 11-COOH-THC peut être considéré comme constituant de la conduite en état d'ébriété, même si cette approche a été critiquée comme équivalant à l'interdiction de «conduire tout en étant un utilisateur récent». de cannabis ", indépendamment de la présence ou de l'absence de toute déficience réelle qui pourrait avoir un impact sur les performances de conduite.

## Effets
Bien que le 11-COOH-THC n'ait aucun effet psychoactif en soi, il peut néanmoins avoir un rôle dans les effets analgésiques et anti-inflammatoires du cannabis ,, et s'est également révélé modéré. Les effets du THC peuvent aider à expliquer la différence d'effets subjectifs observée entre les utilisateurs occasionnels et réguliers de cannabis,.

## Statut légal
Le statut juridique du 11-nor-9-carboxy-THC varie selon les juridictions.

### Australie
Le 11-COOH-THC est une substance interdite de l' annexe 8 en Australie-Occidentale en vertu de la norme Poisons (juillet 2016). Une substance de l'annexe 8 est une drogue contrôlée - Substances qui devraient être disponibles pour utilisation mais qui nécessitent une restriction de fabrication, d'approvisionnement, de distribution, de possession et d'utilisation pour réduire les abus, et la dépendance physique ou psychologique.

### États-Unis
Étant donné que le 11-COOH-THC est sensiblement similaire à la substance réglementée de l'annexe I, le THC, la possession ou la vente de 11-COOH-THC pourrait faire l'objet de poursuites en vertu de la loi fédérale sur l'analogie .

## Voir également
Acide ajulémique, un analogue synthétique du 11-nor-9-carboxy-THC 